# Hamburg Towers
Die Hamburg Towers (seit 2022 aufgrund einer Werbevereinbarung Veolia Towers Hamburg) sind eine Basketballmannschaft aus Hamburg, die seit Beginn der Saison 2014/15 in der zweithöchsten deutschen Liga ProA antrat und mit Ende der Saison 2018/19 in die Basketball-Bundesliga aufstieg. Die Mannschaft wird von der 2013 gegründeten Hamburg Towers Basketball-Betreibergesellschaft mbH betrieben, deren Gesellschafter Jan Fischer, Sven Putfarken, Tomislav Karajica und Marvin Willoughby sind. Ihre Geschäftsführer sind Jan Fischer und Marvin Willoughby.

## Geschichte

### 2001–2008: Vorgeschichte
Zuletzt gab es in der Saison 2001/02 Bundesliga-Basketball in Hamburg, als der BCJ Hamburg in der 2. Basketball-Bundesliga spielte. Diese Mannschaft musste aufgrund finanzieller Probleme allerdings Insolvenz anmelden. Ansätze in den folgenden Jahren, eine neue Profimannschaft in der Stadt aufzubauen, wurden letztlich nicht umgesetzt. So wurde ab 2005 unter der Leitung der TSG Bergedorf mit den vom Berliner Unternehmen A.L.B. AG (Allgemeine Liegenschaft und Beteiligungsaktiengesellschaft) finanziell unterstützten Baskets Albag Hamburg der Versuch unternommen, in der 1. Regionalliga eine Mannschaft aufzubauen, die perspektivisch den Sprung in den Profibereich schaffen sollte. Laut Jan Pommer, dem damaligen Geschäftsführer der Basketball-Bundesliga, stand die Liga „diesem Projekt wohlwollend gegenüber“. Dem Willen der Bundesliga, die Ansiedelung von Erstliga-Basketball in der Hansestadt zu unterstützen, wurde zudem Ausdruck verliehen, indem die Liga das Endturnier um den BBL-Pokal 2006 für fünf Jahre nach Hamburg vergab. Die Baskets Albag Hamburg kamen nicht über die Regionalliga hinaus, auch das 2008 geäußerte Interesse der US-Unternehmer Henry Feinberg und Steven M. Julius, eine Basketball-Profimannschaft in Hamburg aufzubauen, verlief im Sande.
Gleichzeitig entwickelte ab Mitte der 2000er Jahre eine Gruppe um Marvin Willoughby die Idee, den Basketballsport in Hamburg voranzubringen und veranstaltete unter anderem Basketballcamps für Jugendliche. Neben Willoughby waren mit Darko Krezic und Zoran Krezic zwei weitere Profibasketballer dabei, zudem gehörten auch Jan Fischer und andere Personen zur Gruppe, die 2006 den Verein „Sport ohne Grenzen“ gründete und insbesondere im Stadtteil Wilhelmsburg Breitensport für Kinder anbot. „Viele Leute nennen das dann Sozialarbeit. Ich habe mich nicht als klassischer Sozialarbeiter gefühlt“, sagte Willoughby später. „Wir wollten auch immer die Leistungsebene hinkriegen, dass wir mit den besten Jugendlichen aus Hamburg arbeiten können“, beschrieb er die angestrebte Verbindung. Dank des Geldes, das er als Berufssportler zur Seite gelegt hatte, konnte sich Willoughby, der zuletzt in der Saison 2004/05 als Profi gespielt hatte und dann verletzungsbedingt aufhören musste, eigener Aussage nach in den Anfangsjahren auf die Weiterentwicklung des Vereins und der Ideen kümmern. „Ich konnte – und den Luxus habe ich mir gegönnt – mir sagen: Ich möchte erst mal drei, vier Jahre das machen, was ich möchte und nicht das, was am meisten Geld bringt. Und das war auch für unsere Arbeit wichtig, dass gerade am Anfang kein wirtschaftlicher Druck dahinter war“, sagte er später. Ab 2009 baute „Sport ohne Grenzen“ seine Leistungssportgedanken mit den Piraten Hamburg aus.

### 2013/14: Gründung
Im Februar 2013 gab der ehemalige Basketballnationalspieler Pascal Roller gemeinsam mit dem Unternehmer Wolfgang Sahm und dem Werber Gunnar Klink bekannt, dass es unter dem Namen Hamburg Towers konkrete Planungen für eine zukünftige Basketball-Erstligamannschaft gebe. Im September 2013 stellten Roller und Marvin Willoughby das Projekt vor, mittlerweile war die Hamburg Towers Basketball-Betreibergesellschaft mbH gegründet worden. Neben Sahm fungierte mit Jochen Franzke ein zweiter Unternehmer als geschäftsführender Gesellschafter. Im Januar 2014 wurde Roller zum Geschäftsführer bestellt, während Sahm diesen Posten abgab.
Ursprünglich wollte man sich um eine Wildcard für die Basketball-Bundesliga bewerben, allerdings wurde aufgrund des fehlenden Hauptsponsors von diesen Plänen abgesehen. Stattdessen nahm man am Wildcard-Verfahren für die zweithöchste Liga ProA teil. Die Teilnahmeberechtigung für die ProA-Saison 2014/15 wurde im Juni 2014 erteilt. Die Gründung der Profimannschaft Towers wurde als Dach der in den Vorjahren von Willoughby und seinen Mitstreitern im Rahmen von Inselakademie Wilhelmsburg, Sport ohne Grenzen e. V. und Piraten Hamburg betriebenen Jugendsportförderung und Sozialarbeit erachtet.

### 2014–2018: ProA
Erster Towers-Trainer der Vereinsgeschichte wurde Hamed Attarbashi, nachdem zunächst auch Denis Wucherer ein Wunschkandidat gewesen war, der aber absagte. Das erste offizielle Pflichtspiel konnte Ende September 2014 gegen die Gießen 46ers mit 66:65 gewonnen werden. Die Heimspielpremiere folgte im Oktober gegen Bayer Leverkusen. Die erste Saison der Towers endete mit 15 Siegen und 15 Niederlagen auf dem achten Tabellenplatz. In den anschließenden Play-offs traf die Mannschaft im Viertelfinale auf die s.Oliver Baskets aus Würzburg und schied mit 0:3-Siegen aus. Im Mai 2015 gab Pascal Roller seinen Posten als Geschäftsführer der Towers auf und begründete diesen Schritt mit unterschiedlichen sportlichen und wirtschaftlichen Auffassungen über die zukünftige Ausrichtung des Standorts.

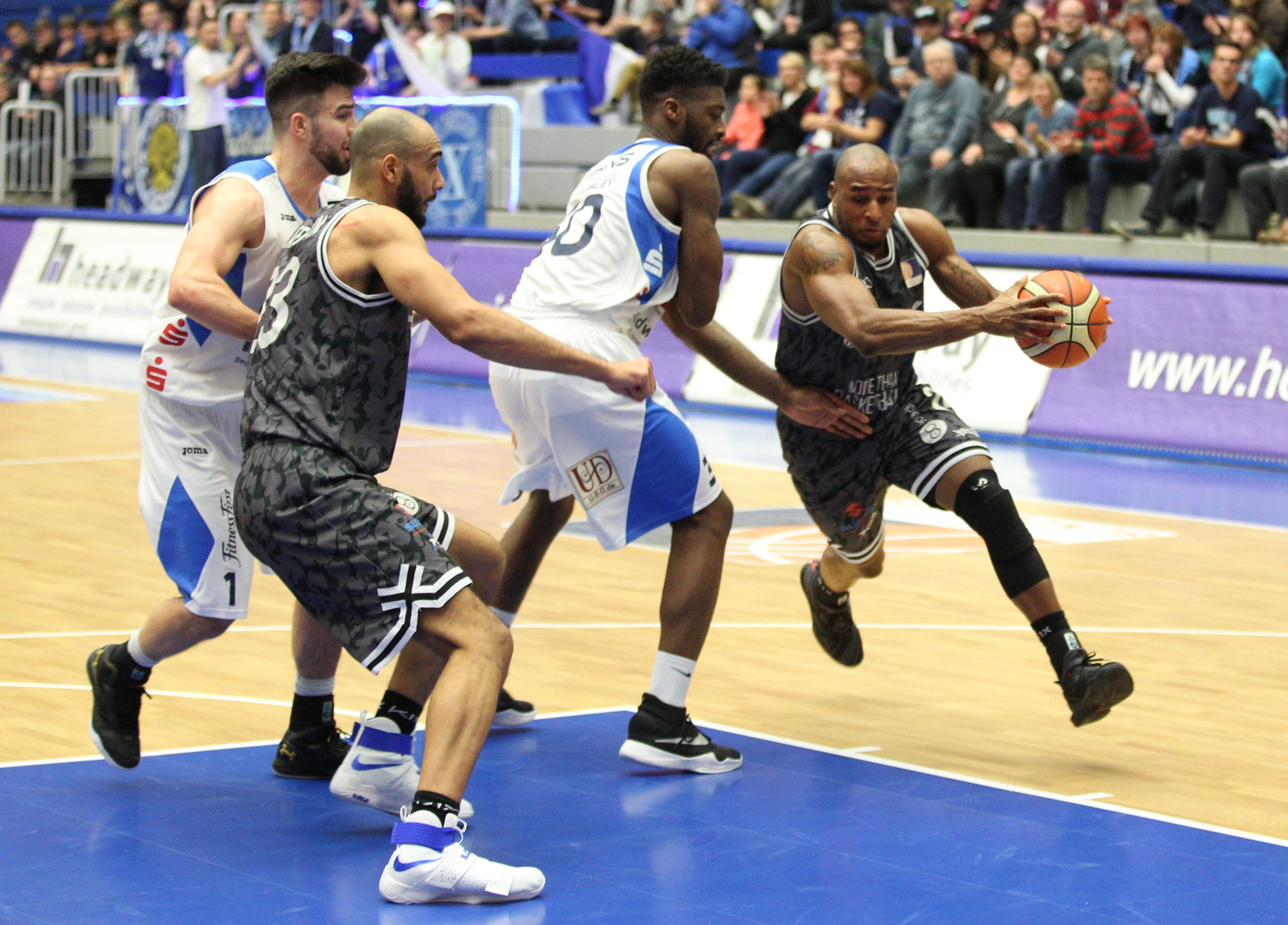
Auswärtsspiel gegen die Dresden Titans in der Saison 2016/17

In der Saison 2015/16 erreichten die Towers als Tabellenfünfter die Play-offs und schieden im Viertelfinale mit 2:3-Siegen gegen die Oettinger Rockets aus Gotha aus. Im Dezember 2016 wurde Tomislav Karajica, der 2013 zunächst als Sponsor bei den Towers eingestiegen war und später Hauptgesellschafter wurde, die Prokura der Hamburg Towers Basketball-Betreibergesellschaft mbH übergeben. Im Januar 2017 ersetzte der Mitgesellschafter und Pressesprecher Jan Fischer Jochen Franzke als zweiten Geschäftsführer neben Marvin Willoughby. Franzke blieb aber zunächst Gesellschafter.
Die Saison 2016/17 schlossen die Towers auf dem neunten Tabellenplatz ab und verpassten somit die Qualifikation für die Play-offs. Mit durchschnittlich 3047 Zuschauern pro Heimspiel hatten die Towers in dieser Saison den höchsten Zuschauerschnitt der Liga.
In Hinblick auf die Saison 2017/18 wurde „das beste Team in der Geschichte der Towers zusammengestellt“, wie Sportdirektor und Geschäftsführer Willoughby im Juli 2017 gegenüber der Hamburger Morgenpost betonte. Als Ziel nannte er im selben Gespräch „einen Platz unter den ersten Vier“. Mitte Februar 2018 kam es zwischen Cheftrainer Attarbashi und den Hamburgern vorzeitig zur Trennung, nachdem es zuvor aus zehn Partien nur einen Sieg gegeben hatte und die Mannschaft auf den zehnten Tabellenplatz abgesackt war. Attarbashis Nachfolge trat dessen bisheriger Assistent Benka Barloschky an. Am Saisonende belegten die Towers den zehnten Tabellenplatz und verpassten damit erneut die Qualifikation für die Play-offs.

### 2018/19: Aufstieg in die Bundesliga
Im Mai 2018 wurde der US-Amerikaner Mike Taylor als neuer Cheftrainer verpflichtet, der in seiner vorherigen Trainerkarriere unter anderem die deutschen Vereine Chemnitz und Ulm betreut hatte. Barloschky kehrte ins Amt des Co-Trainers zurück. Mit dem neuen Trainer verbanden die Hamburger die Hoffnung, den angestrebten Aufstieg in die Basketball-Bundesliga zu erreichen. „Wir haben den Sommer über viel gearbeitet und wollen nun um den Aufstieg spielen“, wurde Sportdirektor Willoughy unmittelbar vor dem Auftakt der Saison 2018/19 von der Hamburger Morgenpost zitiert. Die Mannschaft wurde umgebaut, man gebe mehr Geld für Trainer und Team aus, als je zuvor, so Willoughby zu den Personalwechseln. In einer Umfrage der 2. Bundesliga vor dem ersten Pflichtspiel als Towers-Trainer antwortete Taylor im September 2018 auf die Frage, welche Mannschaft den Meistertitel in der 2. Bundesliga ProA gewinnen würde: „Die Hamburg Towers. Wir haben den Klub, der am ehesten bereit für die Bundesliga ist und einen Kader, der bereit ist, unserem Traumziel nachzujagen.“ Im Verlauf der Saison wurde das Ziel des Bundesligaaufstiegs durch die sportliche Leitung bekräftigt.
Im Januar 2019 wurde mit dem Logistikunternehmen VTG erstmals in der Vereinsgeschichte ein Hauptsponsor gefunden. Im Spieljahr 2018/19 zogen die Hanseaten als Tabellenvierter in die Meisterrunde ein. Am 30. April 2019 stand der sportliche Aufstieg der Hamburger in die Basketball-Bundesliga fest, nachdem sie im fünften und letzten Spiel der Halbfinalserie Hauptrundenmeister Chemnitz auswärts mit 78:72 bezwangen. Bester Mann in der bis dahin wichtigsten Begegnung der Vereinsgeschichte war Carlton Guyton mit 28 Zählern. Nachdem in den vorangegangenen Jahren mit den Hamburg Freezers und dem HSV Handball Profimannschaften aus der Hansestadt ihren Betrieb eingestellt hatten, wurde der Aufstieg der Towers vom Hamburger Senator für Inneres und Sport Andy Grote als „neues Kapitel für den Sport in Hamburg“ bezeichnet. Im ersten Endspiel gegen Nürnberg verloren die Hamburger auswärts mit 87:90, das Finalrückspiel gewannen sie mit 99:94 und errangen damit den Meistertitel. Den entscheidenden Dreipunktwurf in den Schlusssekunden des Rückspiels erzielte der 18-jährige Justus Hollatz. Kurz nach dem Gewinn der Meisterschaft wurden den Hamburgern die Lizenz für die Bundesligasaison 2019/20 „mit einer auflösenden Bedingung“ erteilt.

### 2019/20: Erstes Jahr als Bundesligist
Nach dem Aufstieg in die Bundesliga wurde die Mannschaft in Teilen verändert, auch wenn sieben Spieler des Meisterkaders wie Beau Beech und Tevonn Walker gehalten wurden. Die sportliche Führung setzte darauf, Neuzugänge zu verpflichten, die laut Trainer Taylor „noch weitgehend unbekannt“ seien, aber über die Aussichten verfügten, sich in der Bundesliga durchzusetzen. Eine Besonderheit im Vorfeld des ersten Jahres in der Bundesliga ergab sich durch Taylors gleichzeitige Tätigkeit als Trainer der polnischen Nationalmannschaft, mit der sich der Amerikaner auf die Weltmeisterschaft vorbereitete, während das neugestaltete Aufgebot der Towers in dieser Zeit von den Co-Trainern Benka Barloschky und Austen Rowland betreut wurde. Bei der Benennung eines Ziels für das Premierenspieljahr verzichtete Sportdirektor Willoughby auf die für einen Aufsteiger übliche Vorgabe des Klassenerhalts. Gegen Ende der Vorbereitung wurde mit dem früheren deutschen Nationalspieler Heiko Schaffartzik ein namhafter Mann verpflichtet.
Das erste Bundesligaspiel der Vereinsgeschichte wurde am 30. September 2019 gegen den amtierenden deutschen Meister FC Bayern München mit 55:111 (Halbzeitstand: 17:58) deutlich verloren. Nach nur zwei Spieltagen trennten sich die Towers aus sportlichen Gründen von Point Guard Khalil Dukes. Der erste Sieg gelang am dritten Spieltag auswärts in Gießen (79:75). Im Dezember 2019 wurden die Towers bei der Hamburger Sportgala als Hamburgs Mannschaft des Jahres 2019 ausgezeichnet. Ende April 2020 wurde entschieden, die Bundesliga-Saison aufgrund der Ausbreitung des Coronavirus SARS-CoV-2 mit zehn Mannschaften zu Ende zu spielen, die Hamburger entschieden sich gegen eine Teilnahme an dieser Schlussrunde, nachdem der Spielbetrieb bereits wochenlang geruht hatte. Die Hamburger standen zu diesem Zeitpunkt auf dem letzten Tabellenplatz, aufgrund des Abbruchs wurde die Abstiegsregel aber außer Kraft gesetzt. Der Vertrag mit Trainer Taylor, unter dessen Leitung die Mannschaft in der Bundesliga-Saison 19/20 drei Siege und 17 Niederlagen verbucht hatte, wurde anschließend nicht verlängert.

### 2020/21: Mit neuem Trainer ins Viertelfinale
Aufgrund der Auswirkungen der COVID-19-Pandemie habe man auch bei den Towers eine Krise durchlebt, in der man vor großen Fragezeichen stand, gab Sportdirektor und Geschäftsführer Willoughy im Juni 2020 an: „Die rechtliche Situation war nicht klar, wirtschaftliche Fragen standen im Raum, die wirklich die Existenz dieser Firma beeinträchtigt hätten.“
Ende Juni 2020 wurde der Spanier Pedro Calles als neuer Hamburger Cheftrainer vorgestellt. Er unterzeichnete einen Zweijahresvertrag. Sportdirektor Willoughby bezeichnete den zuvor beim Bundesliga-Konkurrenten Vechta beschäftigten Calles als „absoluten Wunschkandidaten“. Das Spieleraufgebot wurde umgekrempelt, aus der Vorsaison blieben nur die Talente Hollatz und Rich übrig. Mit René Kindzeka ging der letzte Spieler, der auch bereits in der ersten Towers-Saison zur Mannschaft gezählt hatte. Laut Willoughby erfolgte die Zusammenstellung des Aufgebots einerseits unter der Vorgabe, Spieler zu verpflichten, „die schon Erfahrung vorweisen“ konnten und die „die auch zusammenspielen“ wollten, während in der Vorsaison vor allem auch das Potenzial der Neuzugänge eine vordergründige Rolle gespielt habe. Mit Bryce Taylor wurde ein Mann nach Hamburg geholt, der bereits bei den deutschen Spitzenmannschaften Bamberg und München unter Vertrag stand. Für das Spieljahr 2020/21 wurde der Bundesliga-Klassenerhalt ausgegeben, was das Hamburger Abendblatt als „neue Bescheidenheit“ der Vereinsführung deutete.
Am ersten Spieltag (8. November 2020) fuhr die Mannschaft mit einem 78:75 über Bamberg den ersten Heimsieg seit dem Bundesliga-Aufstieg ein. Die Hamburger gewannen ihre ersten fünf Bundesliga-Saisonspiele und eroberten damit zwischenzeitlich den ersten Tabellenplatz. Im März 2021 wurden innerhalb von vier Tagen mit dem amtierenden deutschen Meister Alba Berlin und dem FC Bayern München Spitzenmannschaften der Bundesliga besiegt. Am 14. April 2021 gewannen die Towers mit 80:74 gegen Oldenburg, was den neunten Erfolg in Serie bedeutete. Mit dem Sieg sicherten sich die Hanseaten den ersten Playoff-Einzug ihrer Bundesliga-Geschichte. Dort schieden sie in der ersten Runde (Viertelfinale) gegen Alba Berlin (0:3-Siege) aus. Im letzten Saisonspiel waren 200 Zuschauer in der Hamburger Heimspielhalle zugelassen, nachdem die Spiele in den vorangegangenen 14 Monaten wegen der Covid-19-Pandemie vor leeren Rängen stattfanden. Justus Hollatz wurde als bester Bundesliga-Nachwuchsspieler der Saison ausgezeichnet.

### 2021/22: Erstmals im Europapokal
2021 wurde in einer Halle an der Wandsbeker Zollstraße, die zuvor Tennisplätze beherbergte, eine neue Trainingsstätte eingerichtet.
Die Hamburger erhielten im Juni 2021 das Teilnahmerecht für den europäischen Vereinswettbewerb EuroCup. Für das erstmalige Antreten in einem Europapokal hatte sich insbesondere Mitgesellschafter Tomislav Karajica starkgemacht. Der erste Sieg in dem Europapokalwettbewerb gelang im November 2021 gegen Lietkabelis Panevezys aus Litauen. Wieder erhielt der Hamburger Hollatz die Auszeichnung als bester Nachwuchsspieler der Bundesliga-Saison. Im Mai 2022 kündigte Hamburgs Trainer Calles kurz vor dem Bundesliga-Viertelfinale gegen Bonn seinen Abschied am Saisonende 2021/22 an. Das Viertelfinale wurde mit 0:3-Siegen deutlich verloren. Im Anschluss an die Saison verließ Eigengewächs und Nationalspieler Hollatz die Hamburger und wechselte nach Spanien.

### 2022/23: Korner übernimmt kurz
Neuer Cheftrainer der Hamburger wurde der Österreicher Raoul Korner, der vom Bundesliga-Konkurrenten Bayreuth nach Norddeutschland wechselte. Im Juli 2022 erfolgte die Bekanntgabe einer Werbevereinbarung mit dem Unternehmen Veolia Umweltservice GmbH, das fortan im Mannschaftsnamen (Veolia Towers Hamburg) vertreten war. Am 8. Januar 2023 wurde Korner am Folgetag einer 65:80-Niederlage gegen Ulm beurlaubt, Assistenztrainer Benka Barloschky wurde sein Nachfolger. Korner hatte die Mannschaft in 14 Bundesliga-Spielen zu sechs Siegen geführt, im europäischen Wettbewerb EuroCup gab es unter dem Österreicher als Trainer in neun Spielen drei Siege. In Hamburg-Wilhelmsburg wurde Ende März 2023 die neue Trainingshalle für die Bundesligamannschaft sowie den Jugendbereich eingeweiht. Diese befindet sich in einem Teil einer umgestalteten Tennisanlage des TuS Harburg-Wilhelmsburg und löste die zuvor übergangsweise genutzte Halle an der Wandsbeker Zollstraße ab.

### 2023/24
Im März 2024 veranstalteten die Hamburger anlässlich ihres zehnten Vereinsjubiläums ein Heimspiel gegen den FC Bayern München in der Barclays Arena, dem rund 12 000 Menschen und damit so viele wie noch nie bei einem Bundesligaspiel in Hamburg beiwohnten. Neben Karajica, Fischer und Willoughby war mittlerweile Sven Putfarken (Geschäftsführer eines Finanzdienstleistungsunternehmen und ehemaliger Basketballspieler u. a. bei der SG AMTV/Meiendorfer SV) der vierte Gesellschafter der Betreibergesellschaft der Hamburg Towers.

### 2024/25
In der Bundesliga schlossen die Hamburger die Spielzeit 2024/25 auf dem 13. Tabellenplatz ab. Erneut wurde ein Heimspiel gegen München nicht in der eigentlichen Heimstätte in Hamburg-Wilhelmsburg, sondern in der Barclays Arena in Hamburg-Volkspark ausgetragen. 12.015 Zuschauer kamen zu diesem Spiel, das Hamburg mit 74:70 gewann. Bester Korbschütze der Hamburger in der Bundesliga war der US-Amerikaner Brae Ivey (15,7 Punkte je Begegnung). Im europäischen Wettbewerb EuroCup gewann man sechs Spiele und verlor zwölf.

## Spielstätte

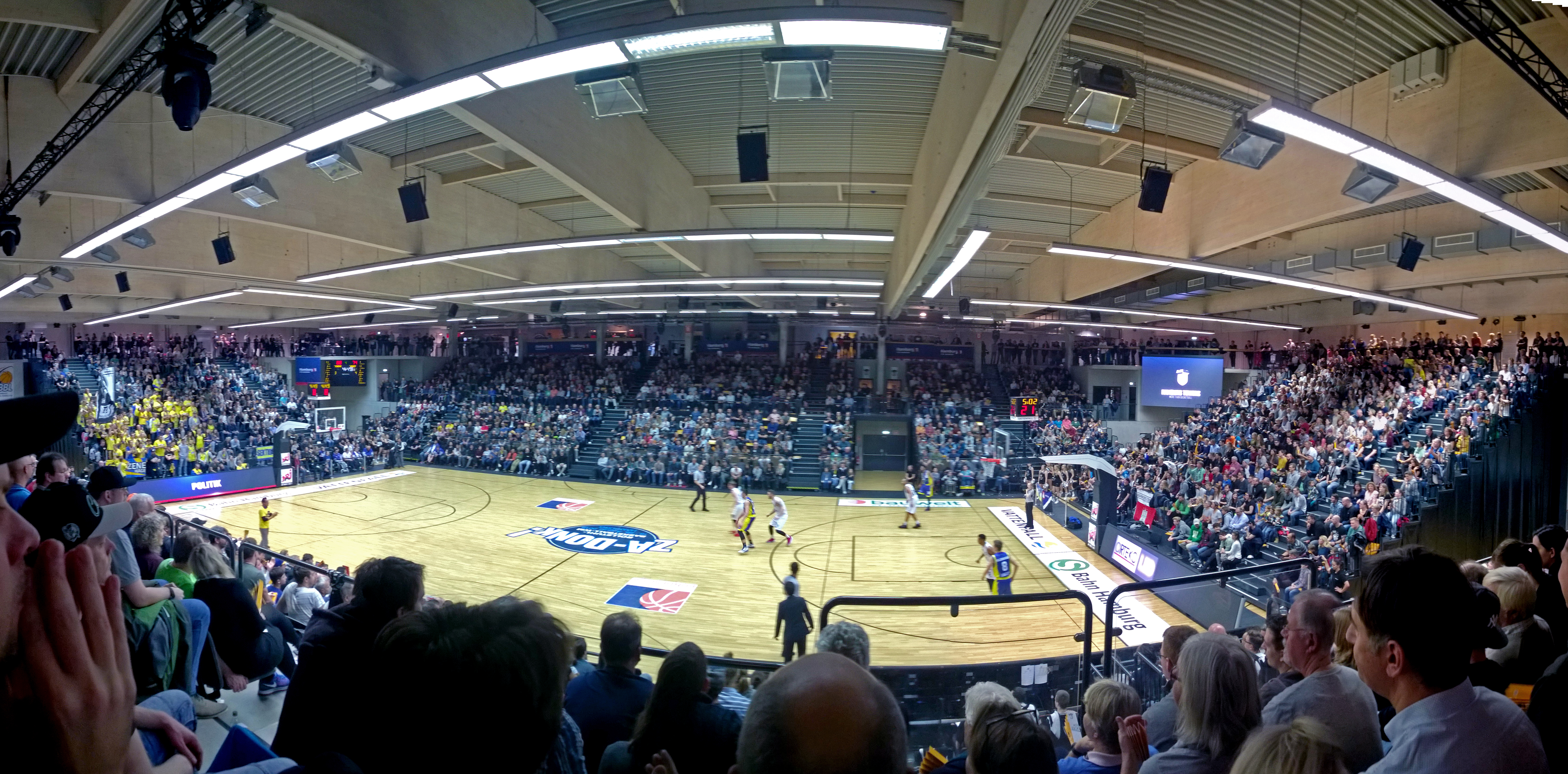
Inselpark Arena während eines Spiels der Towers

Als Spielstätte wird die ehemalige Blumenhalle der Internationalen Gartenschau 2013, die Inselpark Arena (bis Mai 2017 Inselparkhalle), genutzt, die nach der Gartenschau zu einer Sporthalle umgebaut wurde.

### Hallenneubau
Nach dem Aufstieg in die Bundesliga im Jahr 2019 äußerte Geschäftsführer Willoughby, das in den Folgejahren angestrebte Ziel, sich im Mittelfeld der Bundesliga festzusetzen, sei mit der Notwendigkeit eines Umzugs in eine größere Spielstätte „zwingend verbunden“. Wenn man bei der Umsetzung dieses Ziels weiterkommen wolle, brauche man „doppelt so viele Leute in der Halle und doppelt so viele Flächen und doppelt so viele Möglichkeiten“, sagte Willoughby. Zwecks Schaffung einer neuen Heimspielstätte wurde die Errichtung einer Veranstaltungshalle im Süden Hamburgs mit bis zu 8000 Zuschauerplätzen vorgeschlagen, zu der entsprechende Planungen seitens des von Towers-Hauptgesellschafter Karajica geleiteten Unternehmens Home United vorgestellt wurden. Über die Umsetzung des Vorhabens ist allerdings noch nicht entschieden worden.

## Verein

### Jugendleistungssport
Die zunächst als Piraten Hamburg angetretenen sind die Leistungsnachwuchsmannschaften der Hamburg Towers in den Altersklassen U16 und U19. Sie wurden 2009 von den späteren Towers-Mitgründern Marvin Willoughby und Jan Fischer zusammen mit weiteren Personen gegründet. Ab 2009 spielen die Piraten in der Jugend-Basketball-Bundesliga (JBBL) und seit 2011 in der Nachwuchs-Basketball-Bundesliga (NBBL). Sie wurden zunächst vom Sport ohne Grenzen e. V. betrieben, der 2006 von Willoughby, Fischer und Mitstreitern gegründet wurde, und sind seit 2018 Teil des Hamburg Towers e. V.
Die Kooperationsvereine der Towers sind der SC Rist Wedel, der BC Hamburg sowie der Bramfelder SV. Die Kooperation zwischen den Piraten und Wedel wurde 2014 durch eine Zusammenarbeit von Wedel mit den Towers erweitert, wodurch junge Spieler mit Doppellizenzen bei den Towers (ProA bzw. Bundesliga) und in Wedel (ProB) eingesetzt werden können. 2014 nannte Willoughby in Bezug auf die Nachwuchsarbeit das Vorhaben: „Wir möchten jedes Jahr zwei Hamburger Jungs für die ProA ausbilden“.
Bekannte ehemalige Spieler der Piraten Hamburg beziehungsweise der Towers-Nachwuchsleistungsmannschaften sind İsmet Akpınar, Justus Hollatz, René Kindzeka, Lennard Larysz, Emil Marshall, Jeffrey Martin, Leif Möller, Louis Olinde, Osaro Jürgen Rich Igbineweka und Janis Stielow.
Mit dem Beginn der Saison 2019/20 verschwand der Mannschaftsname Piraten Hamburg. Fortan wurden die Spiele in der NBBL und JBBL als Hamburg Towers bestritten. Im Sommer 2020 wurde Fabian Villmeter eingestellt, dem fortan die Aufgabe zukam, Nachwuchsspielern für den Sprung in die Hamburger Bundesliga-Mannschaft zu befähigen sowie für die Verzahnung von Profi- und Jugendleistungssport zu sorgen.
2024 erreichte die männliche U14 der Hamburger unter der Leitung des Trainergespanns Kata Takács/Sven Jeglitza das Endspiel um die deutsche Meisterschaft, unterlag in diesem in eigener Halle jedoch dem FC Bayern München.

### Jugendarbeit
2016 gründeten die Towers gemeinsam mit Vattenfall und Sport ohne Grenzen e. V. die Vattenfall Basketball Akademie, in deren Rahmen Schul-AGs und Schulturniere durchgeführt werden. Nach dem Aufstieg der Profimannschaft der Towers in die Bundesliga im Jahr 2019 versicherte der sportliche Leiter Willoughby, die Ziele der Profimannschaft stets mit „einer sehr guten Jugendarbeit“ verbinden zu wollen, was angesichts der Geschichte des Vereins sehr wichtig sei, und nannte diesbezüglich die Skyliners Frankfurt als ein Vorbild. Im Februar 2020 wurde Hamburg als erster deutscher Austragungsort einer Schulliga der NBA für Kinder zwischen elf und 13 Jahren unter Leitung der Towers und in Zusammenarbeit mit der NBA, dem Deutschen Basketball-Bund sowie dem Hamburger Basketball-Verband bekannt gegeben.

### Breitensport
Im Sommer 2016 wurde der Hamburg Towers e. V. gegründet und in den Hamburger Sportbund aufgenommen. Erster Vorsitzender wurde Thore Pinkepank. Der eingetragene Verein erhielt denselben Namen wie die Profimannschaft und baute ein Breitensportangebot mit mehreren Jugendmannschaften auf, zur Saison 2017/18 kamen zwei Freizeit-Männer-Mannschaften, später auch eine Damen-Mannschaft hinzu. Auch die Jugendleistungsmannschaften (ehemals Piraten Hamburg genannt) und die Tanzabteilung sind Teil des Hamburg Towers e. V. Regelmäßig veranstaltet der Verein außerdem Camps. Dort werden Kinder und Jugendliche an den Basketballsport herangeführt oder können ihre Kenntnisse erweitern.
Die Basketballmannschaften des Hamburg Towers e. V. nehmen am Spielbetrieb des Hamburger Basketball-Verbandes teil. Im Sommer 2019 beantragten die Hamburg Towers zudem die Aufnahme in den Hamburger Fußball-Verband.
Gemäß Selbstverständnis sei man, so der sportliche Leiter Willoughby 2019, ein Verein aus dem Stadtteil Wilhelmsburg, „der aus dem Süden Hamburgs heraus hoffentlich in die Stadt und über die Stadt hinaus mit der Arbeit strahlen kann und zeigen kann, dass man das sehr wohl kann, Soziales und Elitäres wie Leistungssport verbinden“.
Im Sommer 2019 bekam der Hamburg Towers e. V. Fördergelder des Bundes in Höhe von 4,5 Millionen Euro für den Bau eines Vereinssportzentrums bewilligt. Das Quartierssporthaus soll im Wilhelmsburger Rathausviertel gebaut werden.

## Mannschaft

### Aktueller Kader
| Spieler | Spieler            | Spieler            | Spieler    | Spieler | Spieler | Spieler               |
| Nr.     | Nat.               | Name               | Geburt     | Größe   | Info    | Letzter Verein        |
| ------- | ------------------ | ------------------ | ---------- | ------- | ------- | --------------------- |
|         |                    | Guards (PG, SG)    |            |         |         |                       |
| 1       | Vereinigte Staaten | Brae Ivey          | 25.08.1996 | 1,91 m  |         | Bàsquet Girona        |
| 3       | Deutschland        | Osaro Jürgen Rich  | 22.07.1998 | 1,88 m  |         | BG Göttingen          |
| 4       | Vereinigte Staaten | Jaizec Lottie      | 16.02.1998 | 1,88 m  |         | VEF Riga              |
| 6       | Deutschland        | Leif Möller        | 14.06.2003 | 1,99 m  |         | SC Rist Wedel         |
| 9       | /                  | Al-Fayed Alegbe    | 17.03.2004 | 1,93 m  |         | SC Rist Wedel         |
| 11      | Vereinigte Staaten | Keondre Kennedy    | 17.01.2000 | 1,98 m  |         | Reale Mutua Torino    |
|         |                    | Forwards (SF, PF)  |            |         |         |                       |
| 5       | Ungarn             | Zsombor Maronka    | 10.09.2002 | 2,08 m  |         | Betis Sevilla         |
| 8       | Deutschland        | Jared Grey         | 17.03.2005 | 2,01 m  |         | Team Ehingen Urspring |
| 17      | Deutschland        | Jan Niklas Wimberg | 11.02.1998 | 2,06 m  |         | FC Bayern München     |
| 21      | Vereinigte Staaten | Jordan Barnett     | 31.12.1995 | 2,01 m  |         | Alba Fehérvár         |
| 25      | Deutschland        | Kenneth Ogbe       | 16.11.1994 | 1,98 m  |         | EWE Baskets Oldenburg |
| 29      | Deutschland        | Linus Hoffmann     | 05.12.2002 | 2,03 m  |         | SC Rist Wedel         |
|         |                    | Center (C)         |            |         |         |                       |
| 23      | Sudan              | Kur Kuath          | 12.08.1998 | 2,08 m  |         | ICG Forca Lleida      |
| 44      | Deutschland        | Benedikt Turudic   | 27.01.1997 | 2,07 m  |         | Telekom Baskets Bonn  |

| Trainer     | Trainer           | Trainer          |
| Nat.        | Name              | Position         |
| ----------- | ----------------- | ---------------- |
| Deutschland | Benka Barloschky  | Cheftrainer      |
| Deutschland | Stanley Witt      | Assistenztrainer |
| Osterreich  | Stefan Grassegger | Assistenztrainer |

| Legende              | Legende                          |
| Abk.                 | Bedeutung                        |
| -------------------- | -------------------------------- |
| DL                   | Doppellizenz mit Rist Wedel ProB |
| NBBL                 | Auch im NBBL-Team                |
| (C)                  | Kapitän                          |
| Quellen              |                                  |
| Teamhomepage         |                                  |
| Ligahomepage         |                                  |
| Stand: 17. Juli 2024 |                                  |

| Legende              | Legende                          |
| Abk.                 | Bedeutung                        |
| -------------------- | -------------------------------- |
| DL                   | Doppellizenz mit Rist Wedel ProB |
| NBBL                 | Auch im NBBL-Team                |
| (C)                  | Kapitän                          |
| Quellen              |                                  |
| Teamhomepage         |                                  |
| Ligahomepage         |                                  |
| Stand: 17. Juli 2024 |                                  |

## Ehemaliger Kader
| Spieler | Spieler            | Spieler                    | Spieler    | Spieler | Spieler | Spieler                       |
| Nr.     | Nat.               | Name                       | Geburt     | Größe   | Info    | Letzter Verein                |
| ------- | ------------------ | -------------------------- | ---------- | ------- | ------- | ----------------------------- |
|         |                    | Guards (PG, SG)            |            |         |         |                               |
| 1       | Deutschland        | Niklas Krause              | 06.09.2002 | 1,98 m  |         |                               |
| 3       | Vereinigte Staaten | Mark Hughes                | 15.02.1997 | 1,93 m  |         |                               |
| 5       | Deutschland        | Nico Brauner               | 01.11.1994 | 1,87 m  |         |                               |
| 6       | Deutschland        | Leif Möller                | 14.06.2003 | 1,99 m  |         | SC Rist Wedel                 |
| 8       | Vereinigte Staaten | Brae Ivey                  | 25.08.1996 | 1,91 m  |         |                               |
| 9       | /                  | Al-Fayed Alegbe            | 17.03.2004 | 1,93 m  |         | SC Rist Wedel                 |
| 22      | Deutschland        | Noé Bom                    | 24.07.2006 | 1,90 m  |         |                               |
| 42      | Vereinigte Staaten | Aljami Durham              | 30.09.1998 | 1,93 m  |         |                               |
|         |                    | Forwards (SF, PF)          |            |         |         |                               |
| 4       | Vereinigte Staaten | Camron Reece               | 14.02.1999 | 2,00 m  |         |                               |
| 7       | Deutschland        | Lukas Meisner              | 08.08.1995 | 2,03 m  |         | Basketball Löwen Braunschweig |
| 11      | Vereinigte Staaten | William Christmas          | 08.12.1996 | 1,96 m  |         |                               |
| 12      | Vereinigte Staaten | Seth Hinrichs              | 24.03.1993 | 2,01 m  |         | Bàsquet Manresa               |
| 13      | Vereinigte Staaten | Vincent King               | 22.01.1997 | 1,98 m  |         |                               |
| 29      | Deutschland        | Linus Hoffmann             | 05.12.2002 | 2,03 m  |         |                               |
|         |                    | Center (C)                 |            |         |         |                               |
| 10      | Polen              | Aleksander Dziewa          | 06.11.1997 | 2,07 m  |         |                               |
| 18      | Deutschland        | Jonas Wohlfarth-Bottermann | 20.02.1990 | 2,08 m  |         | MHP Riesen Ludwigsburg        |

| Trainer     | Trainer           | Trainer          |
| Nat.        | Name              | Position         |
| ----------- | ----------------- | ---------------- |
| Deutschland | Benka Barloschky  | Cheftrainer      |
| Deutschland | Stanley Witt      | Assistenztrainer |
| Osterreich  | Stefan Grassegger | Assistenztrainer |

| Legende           | Legende                          |
| Abk.              | Bedeutung                        |
| ----------------- | -------------------------------- |
| DL                | Doppellizenz mit Rist Wedel ProB |
| NBBL              | Auch im NBBL-Team                |
| (C)               | Kapitän                          |
| Quellen           |                                  |
| Teamhomepage      |                                  |
| Ligahomepage      |                                  |
| Stand: 23.06.2024 |                                  |

| Legende           | Legende                          |
| Abk.              | Bedeutung                        |
| ----------------- | -------------------------------- |
| DL                | Doppellizenz mit Rist Wedel ProB |
| NBBL              | Auch im NBBL-Team                |
| (C)               | Kapitän                          |
| Quellen           |                                  |
| Teamhomepage      |                                  |
| Ligahomepage      |                                  |
| Stand: 23.06.2024 |                                  |

| Spieler | Spieler            | Spieler                    | Spieler    | Spieler | Spieler | Spieler                       |
| Nr.     | Nat.               | Name                       | Geburt     | Größe   | Info    | Letzter Verein                |
| ------- | ------------------ | -------------------------- | ---------- | ------- | ------- | ----------------------------- |
|         |                    | Guards (PG, SG)            |            |         |         |                               |
| 0       | Deutschland        | Len Schoormann             | 25.07.2002 | 1,92 m  |         | Skyliners Frankfurt           |
| 6       | Deutschland        | Leif Möller                | 14.06.2003 | 1,99 m  |         | SC Rist Wedel                 |
| 8       | Vereinigte Staaten | James Woodard              | 24.01.1994 | 1,91 m  |         | MHP Riesen Ludwigsburg        |
| 9       | Slowenien          | Ziga Samar                 | 26.01.2001 | 1,97 m  |         | Alba Berlin                   |
| 10      | Vereinigte Staaten | Kendale McCullum           | 31.05.1996 | 1,84 m  |         | Gießen 46ers                  |
| 11      | /                  | Al-Fayed Alegbe            | 17.03.2004 | 1,93 m  |         | SC Rist Wedel                 |
|         |                    | Forwards (SF, PF)          |            |         |         |                               |
| 2       | Litauen            | Simonas Paukštė            | 17.05.2004 | 2,03 m  |         | SC Rist Wedel                 |
| 5       | Deutschland        | Christoph Philipps         | 15.09.1998 | 2,03 m  |         | Ratiopharm Ulm                |
| 7       | Deutschland        | Lukas Meisner              | 08.08.1995 | 2,03 m  |         | Basketball Löwen Braunschweig |
| 12      | Vereinigte Staaten | Seth Hinrichs              | 24.03.1993 | 2,01 m  |         | Bàsquet Manresa               |
| 13      | Vereinigte Staaten | Marvin Clark II            | 03.11.1994 | 2,01 m  |         | Falco KC Szombathely          |
| 23      | Vereinigte Staaten | Yoeli Childs               | 13.01.1998 | 2,03 m  |         | Salt Lake City Stars          |
|         |                    | Center (C)                 |            |         |         |                               |
| 18      | Deutschland        | Jonas Wohlfarth-Bottermann | 20.02.1990 | 2,08 m  |         | MHP Riesen Ludwigsburg        |

| Trainer     | Trainer           | Trainer          |
| Nat.        | Name              | Position         |
| ----------- | ----------------- | ---------------- |
| Deutschland | Benka Barloschky  | Cheftrainer      |
| Deutschland | Fabian Villmeter  | Assistenztrainer |
| Osterreich  | Stefan Grassegger | Assistenztrainer |
| Deutschland | Melvyn Wiredu     | Athletiktrainer  |
| Deutschland | Jacob Hollatz     | Athletiktrainer  |

| Legende                  | Legende                          |
| Abk.                     | Bedeutung                        |
| ------------------------ | -------------------------------- |
| DL                       | Doppellizenz mit Rist Wedel ProB |
| NBBL                     | Auch im NBBL-Team                |
| (C)                      | Kapitän                          |
| Quellen                  |                                  |
| Teamhomepage             |                                  |
| Ligahomepage             |                                  |
| Stand: 7. September 2022 |                                  |

| Legende                  | Legende                          |
| Abk.                     | Bedeutung                        |
| ------------------------ | -------------------------------- |
| DL                       | Doppellizenz mit Rist Wedel ProB |
| NBBL                     | Auch im NBBL-Team                |
| (C)                      | Kapitän                          |
| Quellen                  |                                  |
| Teamhomepage             |                                  |
| Ligahomepage             |                                  |
| Stand: 7. September 2022 |                                  |

| Spieler | Spieler            | Spieler              | Spieler    | Spieler | Spieler | Spieler                    |
| Nr.     | Nat.               | Name                 | Geburt     | Größe   | Info    | Letzter Verein             |
| ------- | ------------------ | -------------------- | ---------- | ------- | ------- | -------------------------- |
|         |                    | Guards (PG, SG)      |            |         |         |                            |
| 0       | Niederlande        | Yannick Franke       | 21.05.1996 | 1,96 m  |         | Pieno žvaigždės Pasvalys   |
| 3       | Deutschland        | Osaro Jürgen Rich    | 22.07.1998 | 1,85 m  | DL      | Piraten Hamburg            |
| 4       | Vereinigte Staaten | Demarcus Holland     | 02.03.1994 | 1,88 m  |         | BC Nokia                   |
| 6       | Kanada             | Tevonn Walker        | 07.11.1993 | 1,88 m  |         | Valparaiso Crusaders       |
| 7       | Mexiko             | Jorge Gutiérrez      | 27.12.1988 | 1,91 m  |         | Capitanes Ciudad De Mexico |
| 8       | Deutschland        | Heiko Schaffartzik   | 03.01.1984 | 1,83 m  |         | Nanterre 92                |
| 11      | Deutschland        | René Kindzeka        | 05.06.1995 | 1,85 m  |         | Piraten Hamburg            |
| 21      | Deutschland        | Justus Hollatz       | 21.04.2001 | 1,91 m  | DL      | Piraten Hamburg            |
|         |                    | Forwards (SF, PF)    |            |         |         |                            |
| 5       | Vereinigte Staaten | Beau Beech           | 01.03.1994 | 2,05 m  | (C)     | Erie BayHawks              |
| 12      | Deutschland        | Malik Müller         | 24.01.1994 | 1,90 m  |         | MHP Riesen Ludwigsburg     |
| 24      | Venezuela          | Michael Carrera      | 07.01.1993 | 1,96 m  |         | Brose Bamberg              |
| 26      | /                  | Marvin Ogunsipe      | 26.02.1996 | 2,04 m  | Leihe   | FC Bayern München          |
| 53      | Deutschland        | Kevin Yebo           | 14.03.1996 | 2,05 m  |         | Team Ehingen Urspring      |
|         |                    | Center (C)           |            |         |         |                            |
| 1       | Vereinigte Staaten | Prince Ibeh          | 03.06.1994 | 2,08 m  |         | Northport Batang Pier      |
| 13      | Deutschland        | Jannik Freese        | 13.08.1986 | 2,11 m  |         | SC Rasta Vechta            |
| 15      | Deutschland        | Bogdan Radosavljević | 11.07.1993 | 2,13 m  |         | Alba Berlin                |

| Trainer            | Trainer          | Trainer          |
| Nat.               | Name             | Position         |
| ------------------ | ---------------- | ---------------- |
| Vereinigte Staaten | Mike Taylor      | Cheftrainer      |
| Deutschland        | Benka Barloschky | Assistenztrainer |
| Vereinigte Staaten | Austen Rowland   | Assistenztrainer |
| Deutschland        | Melvyn Wiredu    | Athletiktrainer  |

| Legende                 | Legende                          |
| Abk.                    | Bedeutung                        |
| ----------------------- | -------------------------------- |
| DL                      | Doppellizenz mit Rist Wedel ProB |
| NBBL                    | Auch im NBBL-Team                |
| (C)                     | Kapitän                          |
| Quellen                 |                                  |
| Teamhomepage            |                                  |
| Ligahomepage            |                                  |
| Stand: 15. Oktober 2019 |                                  |

| Legende                 | Legende                          |
| Abk.                    | Bedeutung                        |
| ----------------------- | -------------------------------- |
| DL                      | Doppellizenz mit Rist Wedel ProB |
| NBBL                    | Auch im NBBL-Team                |
| (C)                     | Kapitän                          |
| Quellen                 |                                  |
| Teamhomepage            |                                  |
| Ligahomepage            |                                  |
| Stand: 15. Oktober 2019 |                                  |

Zugänge
- Kahlil Dukes ( BK Surgut)
- Yannick Franke ( Pieno žvaigždės Pasvalys)
- Prince Ibeh ( Northport Batang Pier)
- Marvin Ogunsipe (FC Bayern München)
- Marshawn Powell ( Amici Pallacanestro Udine)
- Heiko Schaffartzik ( Nanterre 92)
- Kevin Yebo (Team Ehingen Urspring)
- Jorge Gutiérrez ( Capitanes Ciudad De Mexico), seit 4. November 2019 im Kader[106]
- Michael Carrera (Brose Bamberg), seit 26. November 2019 im Kader[107]
- Bogdan Radosavljević (Alba Berlin), seit 2. Januar 2019 im Kader[108]
- Demarcus Holland ( BC Nokia) seit 28. Januar 2019 im Kader[109]

Abgänge
- Drew Barham (Karriereende)
- Marius Behr (VfL SparkassenStars Bochum)
- Carlton Guyton ( Alba Fehérvár)
- Lars Kamp (VfL SparkassenStars Bochum)
- Hrvoje Kovačević (Karriereende)
- Emil Marshall (SC Rist Wedel)
- Max Montana ( Greensboro Swarm)
- Justin Raffington (Medi Bayreuth)
- Achmadschah Zazai (unbekannt)
- Kahlil Dukes (unbekannt), bis 11. Oktober 2019 im Kader
- Marshawn Powell (CB Breogan) bis 6. Dezember 2019 im Kader[110]

| Spieler | Spieler            | Spieler                      | Spieler    | Spieler | Spieler | Spieler                                         |
| Nr.     | Nat.               | Name                         | Geburt     | Größe   | Info    | Letzter Verein                                  |
| ------- | ------------------ | ---------------------------- | ---------- | ------- | ------- | ----------------------------------------------- |
|         |                    | Guards (PG, SG)              |            |         |         |                                                 |
| 3       | Deutschland        | Osaro Jürgen Rich Igbineweka | 22.07.1998 | 1,85 m  | DL      | Piraten Hamburg                                 |
| 6       | Deutschland        | Anthony Canty                | 12.02.1991 | 1,83 m  |         | TBB Trier                                       |
| 7       | Deutschland        | Lars Kamp                    | 28.03.1996 | 1,84 m  |         | Paderborn Baskets                               |
| 9       | Kroatien           | Hrvoje Kovačević             | 25.01.1986 | 1,90 m  |         | MLP Academics Heidelberg                        |
| 11      | Deutschland        | René Kindzeka                | 05.06.1995 | 1,85 m  |         | SC Rist Wedel                                   |
| 20      | Deutschland        | Lucas Gertz                  | 02.05.1990 | 1,96 m  |         | Crailsheim Merlins                              |
|         |                    | Forwards (SF, PF)            |            |         |         |                                                 |
| 12      | Vereinigte Staaten | Will Darley                  | 05.11.1994 | 2,03 m  |         | University of Maryland, Baltimore County (UMBC) |
| 17      | Deutschland        | Marius Behr                  | 09.04.1997 | 1,97 m  | DL      | Eisbären Bremerhaven                            |
| 24      | Vereinigte Staaten | Jonathon Williams            | 16.04.1990 | 1,98 m  |         | Kirchheim Knights                               |
| 33      | Vereinigte Staaten | Greg Logins                  | 18.03.1988 | 2,03 m  |         | Annekoski Huima (Finnland)                      |
|         |                    | Center (C)                   |            |         |         |                                                 |
| 8       | Deutschland        | Enosch Wolf                  | 18.10.1990 | 2,15 m  |         | Musel Pikes Remich                              |
| 13      | Deutschland        | Stefan Schmidt               | 12.05.1989 | 2,07 m  |         | TBB Trier                                       |
| 23      | Deutschland        | Justin Raffington            | 26.03.1991 | 2,05 m  |         | Gladiators Trier                                |

| Trainer     | Trainer          | Trainer          |
| Nat.        | Name             | Position         |
| ----------- | ---------------- | ---------------- |
| Deutschland | Hamed Attarbashi | Cheftrainer      |
| Deutschland | Benka Barloschky | Assistenztrainer |

| Legende                | Legende           |
| Abk.                   | Bedeutung         |
| ---------------------- | ----------------- |
| DL                     | Doppellizenz      |
| NBBL                   | Auch im NBBL-Team |
| (C)                    | Kapitän           |
| Quellen                |                   |
| Teamhomepage           |                   |
| Ligahomepage           |                   |
| Stand: 5. Oktober 2016 |                   |

| Legende                | Legende           |
| Abk.                   | Bedeutung         |
| ---------------------- | ----------------- |
| DL                     | Doppellizenz      |
| NBBL                   | Auch im NBBL-Team |
| (C)                    | Kapitän           |
| Quellen                |                   |
| Teamhomepage           |                   |
| Ligahomepage           |                   |
| Stand: 5. Oktober 2016 |                   |

Wechsel 2017/18
Zugänge: Jonathon Williams (Kirchheim Knights), Hrvoje Kovacevic (MLP Academics Heidelberg), Greg Logins (Annekoski Huima (Finnland)), Osaro Jürgen Rich Igbineweka (Piraten Hamburg), Lucas Gertz (Crailsheim Merlins), Will Darley (University of Maryland, Baltimore County (UMBC))
Abgänge: DeAndre Lansdowne (Basketball Löwen Braunschweig), Roderick Camphor (Leuven Bears (Belgien)), Mario Blessing (SC Rist Wedel), Rob Ferguson (Baunach Young Pikes), Marc Liyanage (Mitteldeutscher BC), Cornelius Adler (unbekannt), Moritz Hübner (Rot Weiss Cuxhaven), Leon Bahner (Artland Dragons)

## Bekannte ehemalige Spieler
| - Justus Hollatz, 2018–2022 - Heiko Schaffartzik, 2019–2020 - TJ Shorts, 2020–2021 - Maik Kotsar, 2020–2022 - Max DiLeo, 2020–2022 | - Caleb Homesley, 2021–2022 - Jaylon Brown, 2021–2022 - Seth Hinrichs, 2021–2024 - Lukas Meisner, 2021–2024 - Jonas Wohlfarth-Bottermann, 2022–2024 |

## Erfolge

### Saisonleistungen
| Saison             | Hauptrunde | Play-offs     | Zuschauerschnitt | Hallenauslastung |
| ------------------ | ---------- | ------------- | ---------------- | ---------------- |
| ProA 2014/15       | 08./16     | Viertelfinale | 2.841            | 95 %             |
| ProA 2015/16       | 05./16     | Viertelfinale | 2.865            | 84 %             |
| ProA 2016/17       | 09./16     | –             | 3.047            | 90 %             |
| ProA 2017/18       | 10./16     | –             | 3.239            | 95 %             |
| ProA 2018/19       | 04./16     | Meister       | 3.366            | 99 %             |
| Bundesliga 2019/20 | 17./17     | –             | 3.400            | 100 %            |
| Bundesliga 2020/21 | 7./18      | Viertelfinale | –                | –                |
| Bundesliga 2021/22 | 7./18      | Viertelfinale |                  |                  |
| Bundesliga 2022/23 | 15./18     | –             |                  |                  |
| Bundesliga 2023/24 | 10./18     | -             |                  |                  |

### Bestmarken
| Saison  | Punkte                                    | Rebounds                    | Assists                     | Ballgewinne                | Geblockte Würfe                |
| ------- | ----------------------------------------- | --------------------------- | --------------------------- | -------------------------- | ------------------------------ |
| 2014/15 | Will Barnes 387 (13,8 pro Spiel)          | Michael Wenzl 203 (6,5)     | Will Barnes 70 (2,5)        | Terry Thomas 55 (1,9)      | Terry Thomas 29 (1,0)          |
| 2015/16 | Bazoumana Koné 436 (14,5 pro Spiel)       | Jonathon Williams 169 (5,5) | Bazoumana Koné 122 (4,1)    | Bazoumana Koné 50 (1,7)    | Robert Ferguson 24 (0,7)       |
| 2016/17 | Anthony Canty 412 (15,3 pro Spiel)        | Enosch Wolf 172 (6,9)       | Anthony Canty 110 (4,1)     | Anthony Canty 36 (1,3)     | Enosch Wolf 25 (1,0)           |
| 2017/18 | Jonathon Williams 442 (16,4 pro Spiel)    | Jannik Freese 61 (5,1)      | Hrvoje Kovačević 108 (3,7)  | Hrvoje Kovačević 31 (1,1)  | Justin Raffington 17 (1,3)     |
| 2018/19 | Drew Barham 588 (14,3 pro Spiel)          | Beau Beech 258 (6,3)        | Achmadschah Zazai 199 (4,9) | Achmadschah Zazai 54 (1,3) | Jannik Freese 20 (0,5)         |
| 2019/20 | Bogdan Radosavljević 107 (15,3 pro Spiel) | Michael Carrera 60 (5,5)    | Jorge Gutiérrez 76 (5,9)    | Jorge Gutiérrez 24 (1,9)   | Prince Ibeh 24 (1,6)           |
| 2020/21 | Maik Kotsar 532 (14,8 pro Spiel)          | Maik Kotsar 238 (6,6)       | TJ Shorts 197 (5,3)         | TJ Shorts 63 (1,7)         | Kameron Taylor 15 (0,5)        |
| 2021/22 | Caleb Homesley 560 (16 pro Spiel)         | Maik Kotsar 260 (7,7)       | Justus Hollatz 186 (5,6)    | Justus Hollatz 33 (1,4)    | Caleb Homesley 16 (0,5)        |
| 2022/23 | Kendale McCullum 15,8 pro Spiel           | Yoeli Childs 6              | Ziga Samar 6,1              | Kendale McCullum 2         | Jonas Wohlfarth-Bottermann 0,6 |

## Trainerchronik
| Amtszeit              | Nat.               | Name             |
| --------------------- | ------------------ | ---------------- |
| 01.07.2014–11.02.2018 | Deutschland        | Hamed Attarbashi |
| 12.02.2018–30.06.2018 | Deutschland        | Benka Barloschky |
| 01.07.2018–06.2020    | Vereinigte Staaten | Mike Taylor      |
| 26.06.2020–05.2022    | Spanien            | Pedro Calles     |
| 08.06.2022–08.01.2023 | Osterreich         | Raoul Korner     |
| seit 08.01.2023       | Deutschland        | Benka Barloschky |

## Vereinskultur

### Fanklub
Seit der ersten Saison des Vereins (2014/15) gibt es einen Fanklub. Im Sommer 2015 wurde er als Hamburg Towers Supporters Club als Verein eingetragen, Anfang 2016 dann als Hamburg Towers Fanclub e. V. weitergeführt.

### DJ und Hallensprecher
DJ Direction legt während der Heimspiele Musik auf, wie zum Beispiel das Einlauflied Hamburg City Intro von Eißfeld. Er veröffentlichte 2015 das Hamburg Towers City Mixtape. Isaac Duah Hoffmann und Akif Aydin sind die Hallensprecher der Towers.

### Hallenzeitung
Zu jedem Heimspiel erscheint eine neue Ausgabe der Hallenzeitung Towerful mit Informationen zu Spielern, Gegnern, Aktionen und Veranstaltungen. Zur Spielzeit 2018/19 wurde zusätzlich ein 82-seitiges Saisonmagazin veröffentlicht.

### Cheerleading
Das Hamburg Towers Dance Team zeigt Vorführungen während der Heimspiele. Bei der Cheerleading-Europameisterschaft 2018 erreichte es den zweiten Platz, bei der Weltmeisterschaft 2019 den siebten. Einige der Tänzerinnen gehören zur Nationalmannschaft. Außerdem gibt es ein Nachwuchs-Dance-Team, das aus Tänzerinnen im Alter von 14 bis 18 Jahren besteht.

### Lucky Shot
Bei jedem Heimspiel versucht ein zufällig ausgewählter Zuschauer, beim Lucky Shot den Ball von der Mittellinie in den Korb zu werfen. Im März 2019 gelang erstmals in der Vereinsgeschichte einem Zuschauer der erfolgreiche 14-Meter-Wurf. Er gewann 13 000 Euro.

### Fanshop
Im Sommer 2019 eröffnete der erste Fanshop der Hamburg Towers im Einkaufszentrum Mundsburg-Center in Hamburg-Uhlenhorst. Zusammen mit Edel.optics, damals Namensgeber der Spielstätte, werden dort Brillen und Towers-Fanartikel verkauft.

### Dokumentarfilm
Am 30. März 2017 feierte der Dokumentarfilm Starting 5 Premiere. Anhand der Hauptfiguren Hamed Attarbashi (Trainer), Marvin Willoughby (Geschäftsführer und Sportlicher Leiter) sowie der beiden Nachwuchstalente Louis Olinde und Lennard Larysz zeigt das Werk die Entwicklung des Vereins in seiner Anfangszeit und vor allem in der Saison 2015/16. Dafür begleitete Regisseur Milan Skrobanek die Towers zwei Jahre lang.